# タキシード・ミラージュ/愛の戦士
「タキシード・ミラージュ/愛の戦士」（-/あいのせんし）は、テレビアニメ『美少女戦士セーラームーンS』の主題歌を収録した両A面シングル。1994年10月1日に日本コロムビアより発売された。

## 概要
セーラー戦士役の三石琴乃、久川綾、富沢美智恵、篠原恵美、深見梨加によるシングルについては、前作「恋する乙女は負けない/同じ星に生まれた二人だから」以来、約2か月ふりとなるリリース。石田燿子（石田よう子名義）のシングルについては、前作「やさしさの玉手箱」以来、同じく2か月ふりとなるリリース。石田にとっては3枚目のシングルで、2作目のスプリットシングルでもある。
「タキシード・ミラージュ」はテレビアニメ『美少女戦士セーラームーンS』92 - 127話のエンディングテーマに起用され、「愛の戦士」は『美少女戦士セーラームーンR』68・89話と『美少女戦士セーラームーンS』102話の挿入歌に起用された。
2020年12月5日にNHK BSプレミアムで放送された『発表!全美少女戦士セーラームーンアニメ大投票』では、「タキシード・ミラージュ」が「あなたの好きな歌」部門で第4位に選ばれ、「愛の戦士」が「あなたの好きな歌」部門で第7位に選ばれた。

## チャート成績
初週5,850枚を売り上げ、1994年10月10日付オリコン週間シングルランキングで初登場57位を獲得。1994年10月17日付週間シングルランキングで53位でピークを迎えた。チャート登場回数は4回。累計20,680枚のセールスを記録した。

## 収録曲
1. タキシード・ミラージュ [3：34]
歌：三石琴乃・富沢美智恵・久川綾・篠原恵美・深見梨加
作詞：武内直子、作曲：小坂明子、編曲：林有三
2. 愛の戦士 [3：36]
歌：石田よう子
作詞：芹沢類、作曲：樫原伸彦、編曲：樫原伸彦
3. タキシード・ミラージュ（オリジナル・カラオケ）
4. 愛の戦士（オリジナル・カラオケ）

## タキシード・ミラージュのカバー
小坂明子 (2013年)
作曲者本人によるセルフカバー。『懐想〜linked to 40yrs〜』に収録。
ももいろクローバーZ (2014年)
5人体制（百田夏菜子、玉井詩織、佐々木彩夏、有安杏果、高城れに）での歌唱版。『美少女戦士セーラームーン THE 20TH ANNIVERSARY MEMORIAL TRIBUTE』に収録。編曲は菊田大介が担当。
イヤホンズ (2018年)
2018年6月24日開催のイヤホンズ3周年記念ライブツアー『Some Dreams Tour 2018 -新次元の未来泥棒ども-』大阪公演にて、同公演にゲスト出演した小坂明子本人とともに披露した。
Crystalセーラー5戦士 (2018年)
『美少女戦士セーラームーンCrystal』でのセーラームーン役の三石琴乃、セーラーマーキュリー役の金元寿子、セーラーマーズ役の佐藤利奈、セーラージュピター役の小清水亜美、セーラーヴィーナス役の伊藤静の5人による歌唱版。『美少女戦士セーラームーン THE 25TH ANNIVERSARY MEMORIAL TRIBUTE』に収録。こちらも編曲は菊田大介が担当。
ももいろクローバーZ (2021年)
『劇場版 美少女戦士セーラームーンEternal』オープニングテーマ「月色Chainon」のももいろクローバーZ版に、有安杏果卒業後の4人体制による「タキシード・ミラージュ -ZZ ver.-」を収録。

## 愛の戦士のカバー
石田燿子2010年12月8日発売のアルバム『Another Sky』に収録されたセルフ・カバー。
後藤まりこ×アヴちゃん(女王蜂)
2014年1月29日発売のアルバム『美少女戦士セーラームーン THE 20TH ANNIVERSARY MEMORIAL TRIBUTE』に収録。編曲は酒井ミキオと寺岡呼人。